# Saint-Lupicin
Saint-Lupicin är en kommun i departementet Jura i regionen Bourgogne-Franche-Comté i östra Frankrike. Kommunen ligger i kantonen Saint-Claude som tillhör arrondissementet Saint-Claude. År 2018 hade Saint-Lupicin 2 001 invånare.

## Befolkningsutveckling
Antalet invånare i kommunen Saint-Lupicin
Referens:INSEE